# Gele dovenetel
De gele dovenetel (Lamium galeobdolon, synoniemen: Lamiastrum galeobdolon, Lamium luteum, Galeobdolon luteum) is een vaste plant uit de lipbloemenfamilie. De plant komt voor op vochtige en beschaduwde plaatsen in gematigde gebieden.
Deze voorjaarsbloem bloeit met name in mei en juni. Bij een gunstig voorjaar kan de plant ook al in april bloeiend worden gevonden.
De cultivar Lamium galeobdolon 'Florentinum' kenmerkt zich door gevlekte bladeren. Deze cultivar wordt als bonte gele dovenetel of ook wel als gevlekte gele dovenetel aangeduid.

## Voorkomen
De soort komt op het Euraziatisch continent algemeen voor in gematigde streken, evenals in Noord-Afrika. De soort is in Noord-Amerika geïntroduceerd. In België en Nederland loopt de noordgrens samen met die van de beuk.

## Ondersoorten
Alle ondersoorten en cultivars zijn min of meer groenblijvend.
De volgende ondersoorten worden onderscheiden:
- Lamium galeobdolon subsp. galeobdolon;
- Bonte gele dovenetel: Lamium galeobdolon subsp. argentatum. De bonte gele dovenetel breidt zich ook boven de grote rivieren sterk uit. De gele bloemen lijken op die van de gele dovenetel, maar de plant onderscheidt zich hiervan door de zilver gevlekte bladeren;
  - Lamium galeobdolon 'Herman's Pride' is een cultivar waarvan het gebladerte zilverkleurige vlekken heeft. Een stevige cultivar, die niet gevoelig is voor bladziekte en door Herman P. Dijkhuizen in 1972 in Dalmatië is ontdekt;
  - Lamium galeobdolon 'Variegatum' is een cultivar waarvan de bladeren groter zijn dan die van Lamium galeobdolon 'Herman's Pride,' maar die ook een zilverkleurige tekening hebben;
- Lamium galeobdolon subsp. flavidum is een ondersoort die in Europa voorkomt in de Alpen en de Apennijnen. Er komen meer dan tien kleine bloemen per scherm voor;
  - Lamium galeobdolon 'Silberteppich' is een cultivar waarvan de bladeren vrijwel helemaal zilverkleurig zijn. De plant is vatbaar voor bladvlekkenziekte;
- Lamium galeobdolon subsp. luteum, een vorm met bladeren en steunbladen die meestal stompe tanden hebben en die één tot twee maal zo lang als breed zijn. De plant heeft tot acht 1,7-2,1 cm grote bloemen;
- Lamium galeobdolon subsp. montanum; deze ondersoort komt voor in Zuid-Europa.

## Tuinen
Doordat de plant zich sterk uitbreidt is het een ideale bodembedekker voor grote tuinen. De plant blijft laag, en de gevlekte bladeren van de diverse argentatum-cultivars vormen een sierlijk gezicht. Door bewortelde uitlopers in het voorjaar of in de herfst te planten, kan men de plant eenvoudig vermeerderen.
De plant vergt weinig verzorging, en vermeerdert zich veelal via wortelstokken. Bij een te droge ondergrond worden de bladeren geel en sterven af.

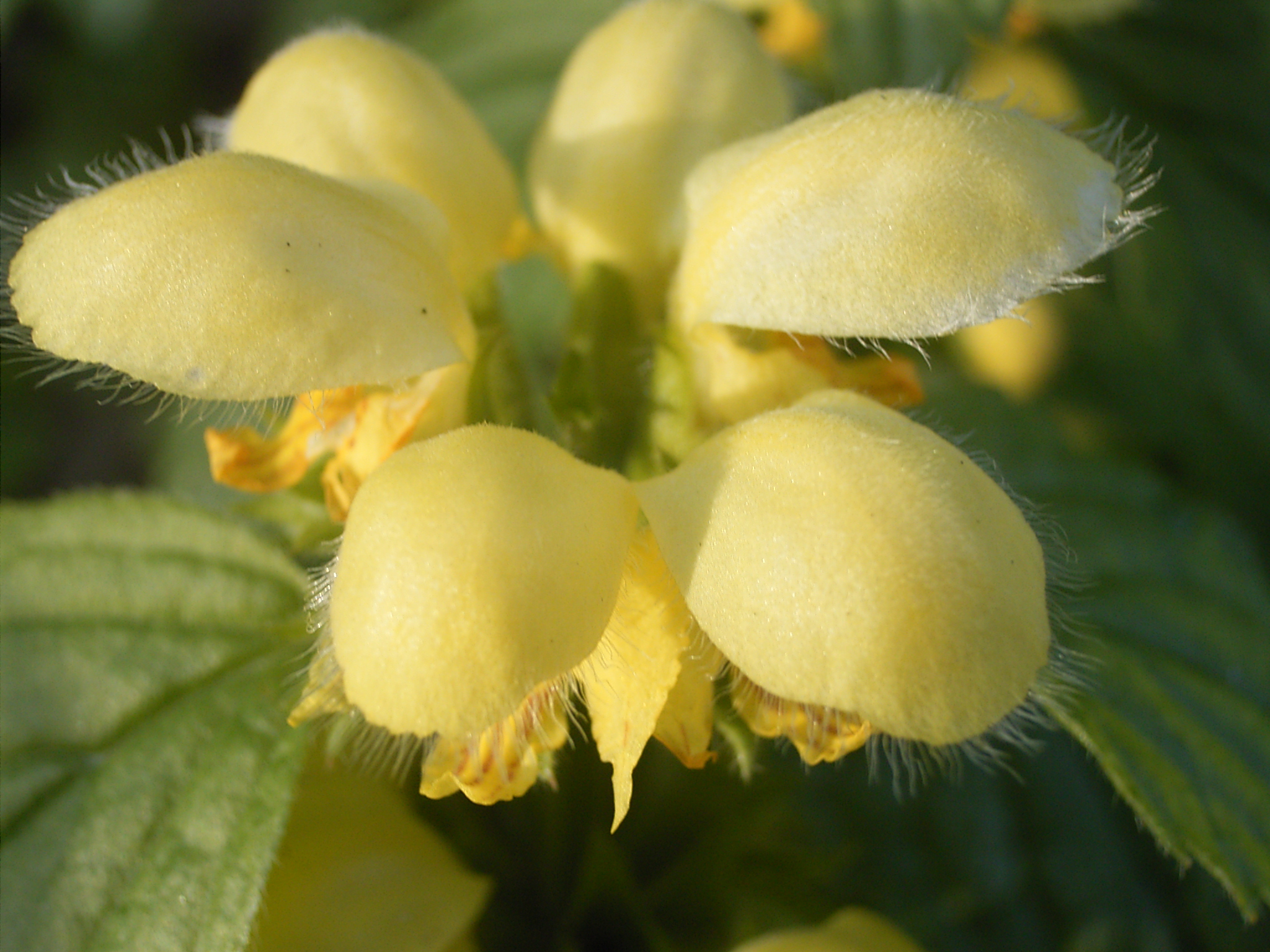
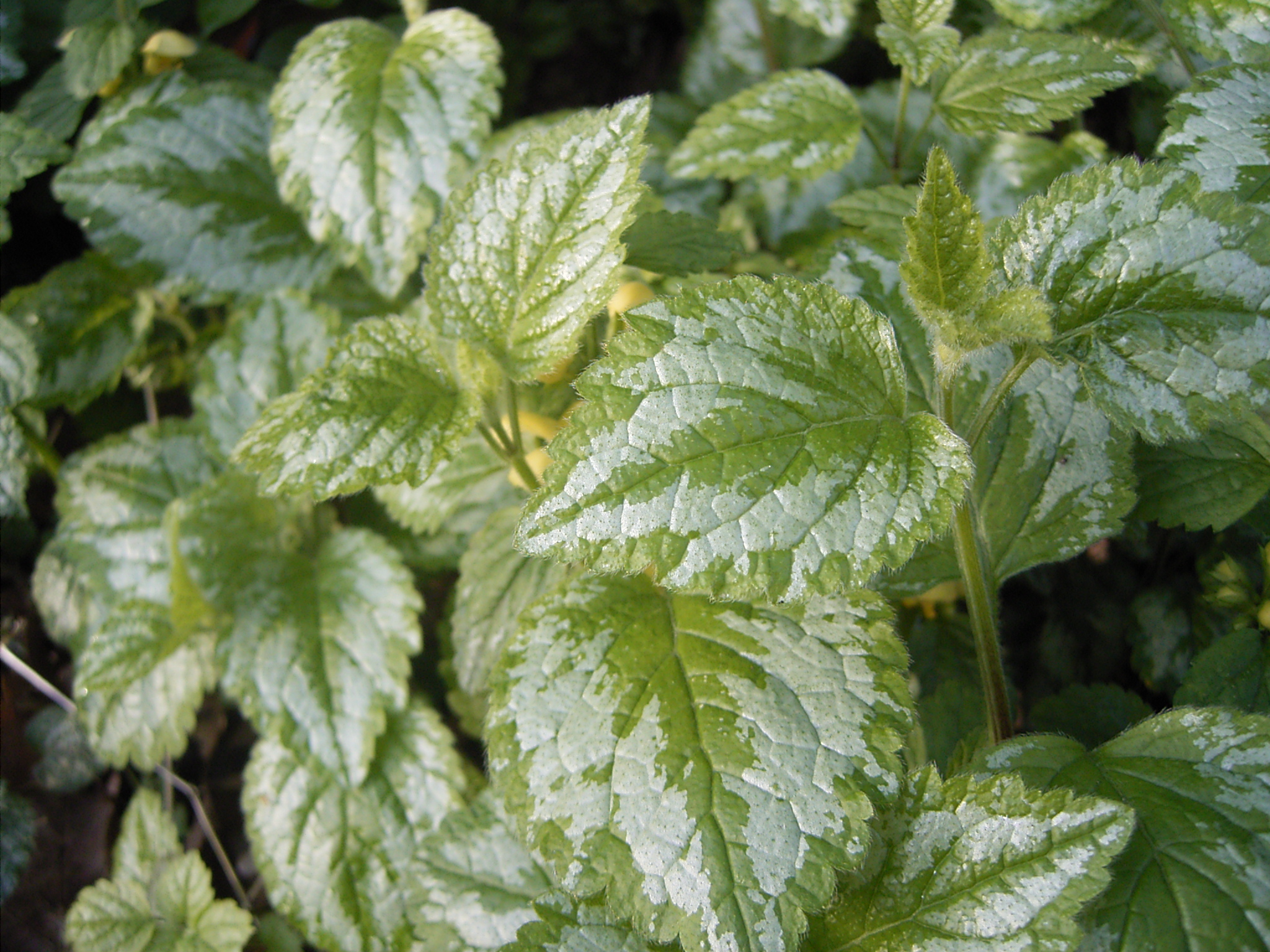
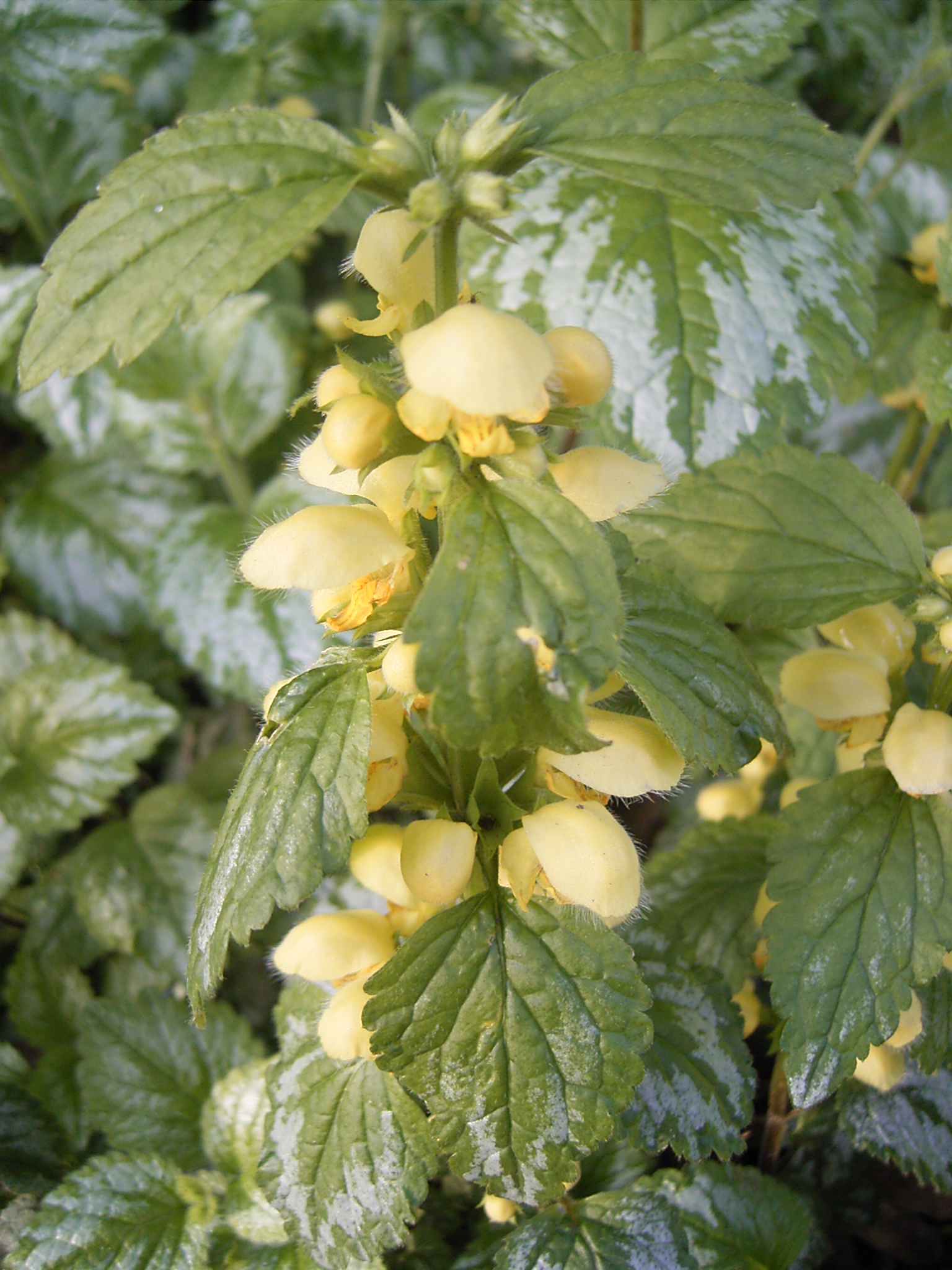
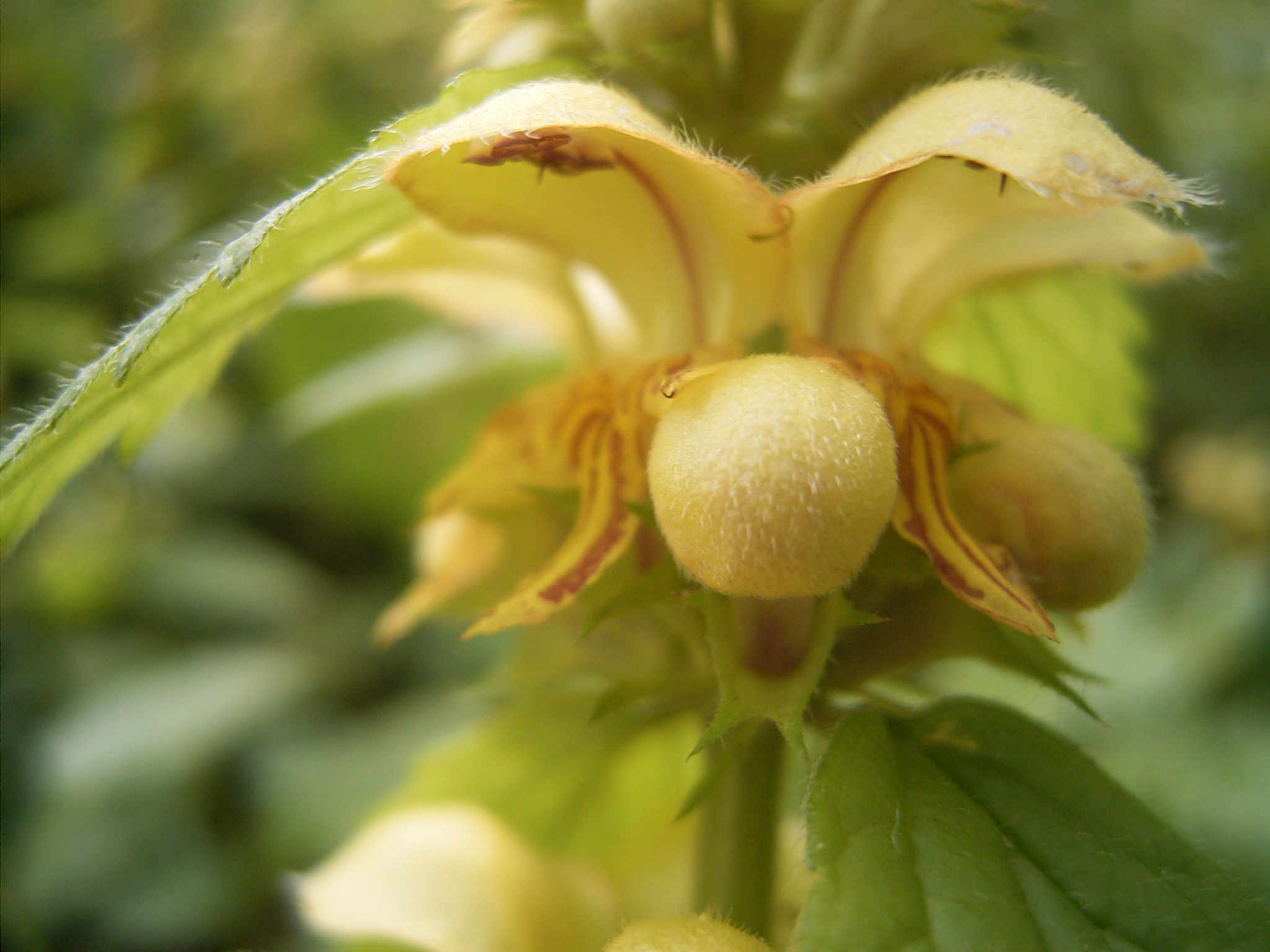
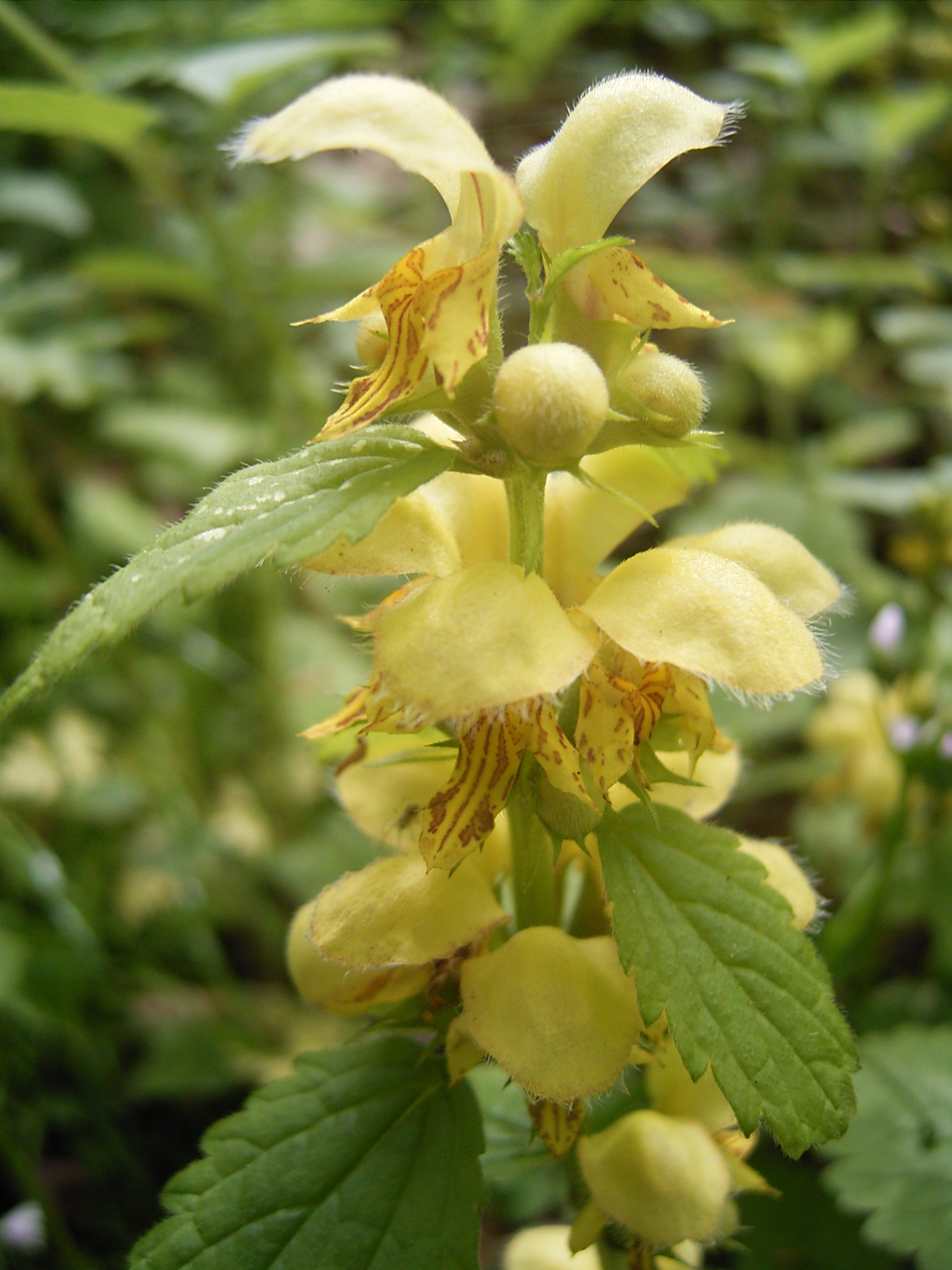
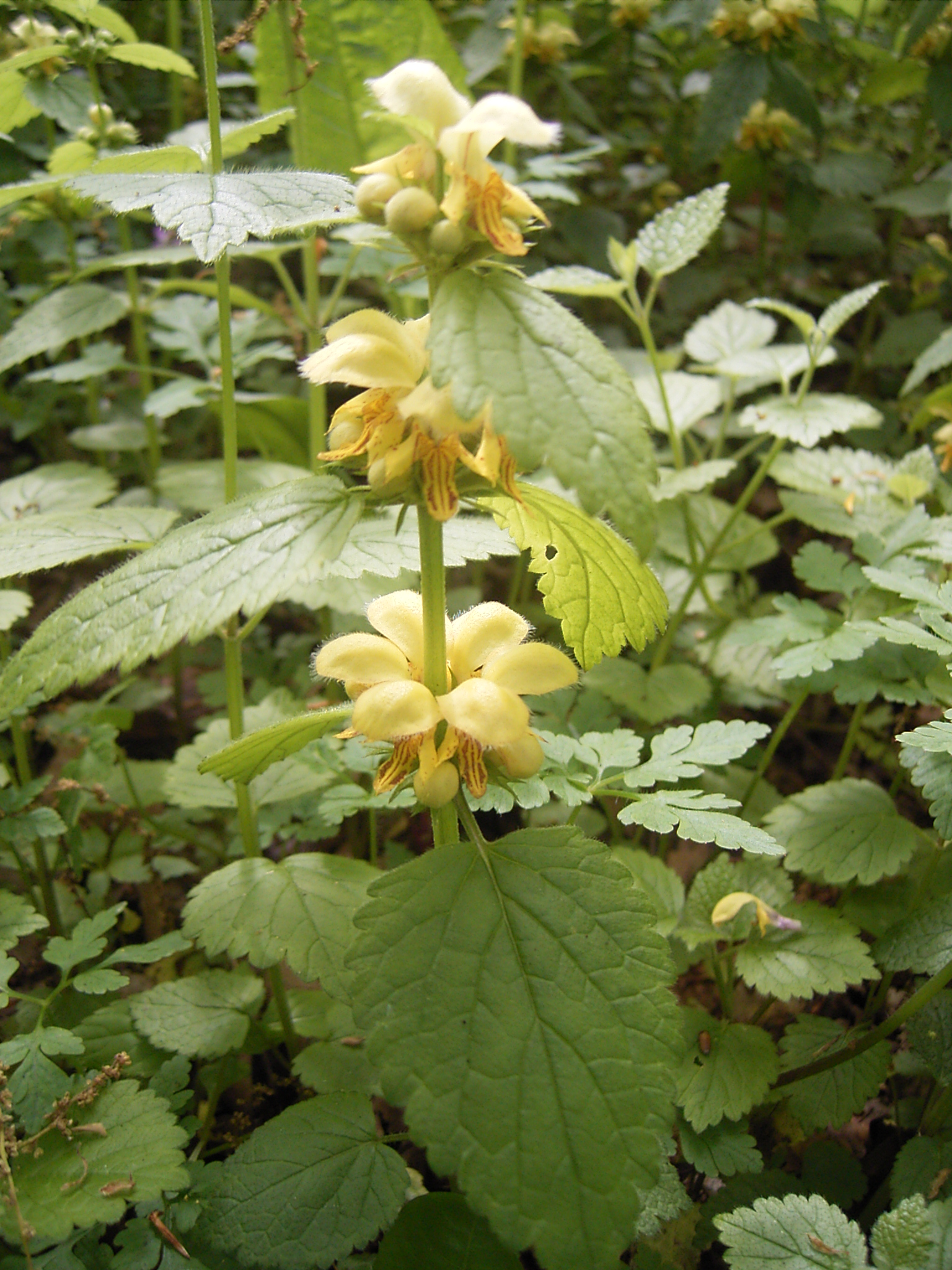
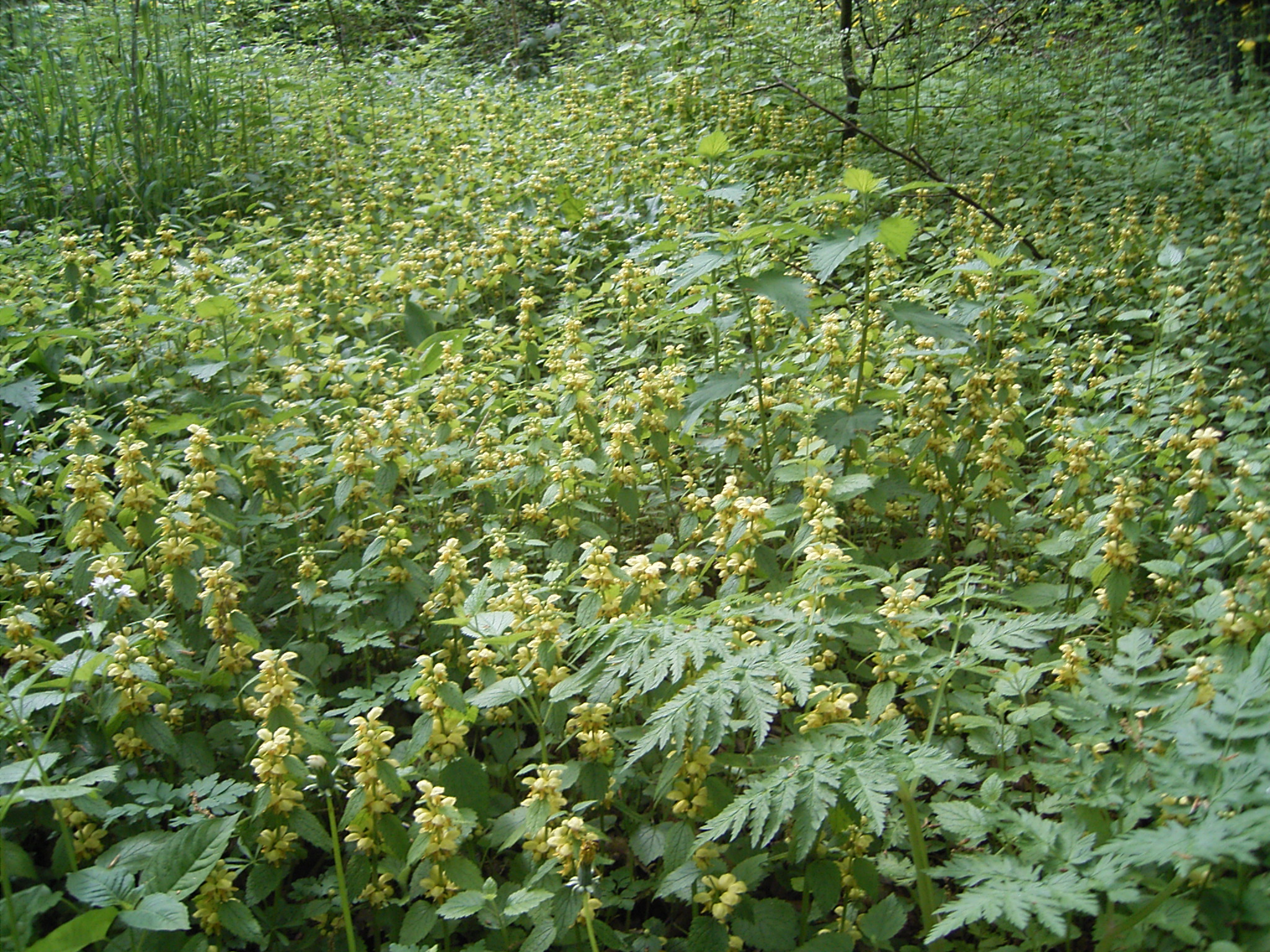

### Bloemdiagram

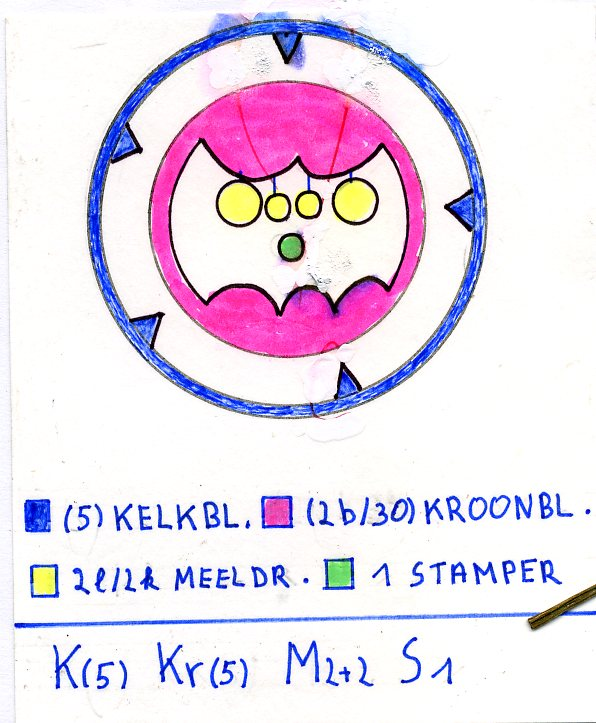